# Aït Laziz (Tizi Ouzou)
Pour les articles homonymes, voir Ath Laziz.
Aït Laziz (At Laɛziz en kabyle) est un village de Kabylie, Chef-lieu de la commune algérienne d'Akbil, daïra d'Aïn El Hammam, dans la wilaya de Tizi Ouzou.

## Géographie
Le village d'Aït Laziz est adossé au Djurdjura à 800 mètres d'altitude.

## Population
La population d'Aït Laziz est de 5 000 habitants[réf. nécessaire].

## Personnalités liées au village
- Boussad Benkaci, ancien président de la Jeunesse sportive de Kabylie, y est né en 1928.
- Ali Idir, judoka, dont la famille est originaire d'Aït Laziz.